# Neil Curtis
Neil Curtis (* 23. Oktober 1971 in Wien als Michael Hierner) ist ein österreichischer Medienkünstler, Body Paint Artist, Fotograf und Grafiker.

## Leben und Werk
Michael Hierner geht offen mit seinem Pseudonym um, er publiziert unter seinem Realnamen auch Architekturfotografie und Artikel im Niederländischen Architekturmagazin MARK sowie in der Tageszeitung Standard. Sein Fotoblog trägt den Titel Ganz Wien. Er setzt sich unter seinem Geburtsnamen für die Nutzung der ehemaligen Stadtbahn-Strecke zwischen Spittelau und Heiligenstadt als High Line Park Vienna ein. Er möchte dort einen einzigartigen „Ort mit Natur, Kultur, Kunst, Entspannung, Ruhe und Spaß“ errichten. Dazu braucht es „Glashaus, Vogelhaus, Tribüne, Screen, Typopark, High Line Tower, Zackenhaus etc.“ Als M.H. dokumentierte er auch den Wohnpark Alt-Erlaa, wo er selbst auch wohnt. Er ist einerseits fest in der Szene verankert, andererseits auch politisch und städtebaulich interessiert und engagiert – siehe seine Vice-Verlinkung auf Refugees im Orbit: Alles auf Anfang? von Markus Lust, hier jedoch über das Refugee Protest Camp Vienna berichtete. Michael Hierner ist auf Vice Alps zu Hause, das Projekt steht „für suspekte Aktivitäten, investigativen Journalismus und spannende Dokumentationen.“ Er steuerte Fotografien für Lusts Reportage über das Lager Traiskirchen bei, darunter eine spezifische über die dortigen Telefonzellen. Er war auch führend an der Initiative Rettet das Römische Bad am Praterstern beteiligt und stellte das ORF Screendesign „before and after Neville Brody“ kritisch gegenüber. Weiters war er – als Fotograf und Grafiker – an der Plakatkampagne Liebe verdient Respekt beteiligt, einem breiten Aufstand gegen die Homophobie in Österreich.
Der Künstler Neil Curtis bezieht sich auf Keith Haring, Andy Warhol, aber auch Neil Tennant von den Pet Shop Boys als seine Quellen der Inspiration. Er insistiert darauf, dass Körperbemalung eine jahrtausendelange Tradition hat und sieht sich in dieser fest verankert. Innovativ sind in seinen Augen die neuen Möglichkeiten der digitalen fotografischen Dokumentation und der sofortigen Umsetzung in weltweite Präsenz durch das WorldWideWeb. Seine Bewunderung für Keith Haring beschreibt er wie folgt:

„ich mag seine bilder einfach. er hat einen sehr einfachen stil, aber genau das ist seine stärke. die basis für seine arbeit sind aborigi bemalungen, graffities und einfache linienmuster, kombiniert mit farbe. es ist nicht viel, aber seine arbeit wirkt noch immer modern, frisch und ausdrucksstark. etwas anderes das mich an ihm fasziniert ist wie er seine kreativität ausgelebt hat. er hat mit den üblichen konventionen gebrochen, er hat z. b. sessions in u-bahn schächten gemacht.“

Andere sehen Bezüge zum Wiener Aktionismus, zum unbeschwerten Lebensgefühl der 1960er Jahre in den USA, zu Bruce LaBruce, Anthony Gayton und Sepp of Vienna. Für das Wiener Szenemagazin XTRA! gestaltete er eine Reihe von Titelbildern, für den Selbsthilfeverein Menschen und Aids (Club Plus) übernahm er die Gestaltung mehrerer Plakate. Er zählt seit 2009 zu den Künstlern von Model Mayhem, einer Portfolio Website für professionelle Models und Fotografen. Der Begriff XPS steht für Experimental Painting Sessions und beschreibt zielgenau die Arbeit von Neil Curtis. Der Künstler verwendet dafür folgende Beschreibung: „I painted an unpainted body to a totally blue one. the session took place in winter, because blue is also the color of coldness.“
Neil Curtis arbeitet prinzipiell nur mit männlichen Models. Zu den namhaften Models, mit denen er gearbeitet hat, zählen Marquis Evans, René Manuel Nessler, James W. Harvey, Adamo Dias, Patrick Santos sowie Eldon Pulak. Er entkleidet sie selbst, allerdings schrittweise und erst nachdem er bereits ihre bloßen Körperpartien bemalt hat. Ein wiederkehrendes Motto seiner Arbeit lautet: Replace Clothes With Paint, sowohl in Langenlois, als auch in New York City.

## Performances und Ausstellungen
- 1999: parade - die zuschauer, Café Berg, Wien[13]
- 2000: Tribal Tribute. Zum 10. Todestag von Keith Haring, Café Berg, Wien[14]
- 2006: XPS bodypainting exhibition, BSA-Galerie, Wien[15]
- 2008: Replace Clothes with Paint, Hotel Stiegenhaus, Langenlois
- 2010: Körper als Kunst, BSA-Galerie, Wien[16]
- 2012: Replace Clothes With Paint, Performance, Leslie-Lohman Museum of Gay and Lesbian Art, New York[17]
- 2014: Who is our body? What does she/he say?, Leslie-Lohman Museum of Gay and Lesbian Art[18]